# 그라츠움게붕군

그라츠움게붕군의 위치

그라츠움게붕군(독일어: Bezirk Graz-Umgebung)은 오스트리아 슈타이어마르크주에 위치한 군으로 행정 중심지는 그라츠이며 면적은 1,084.55km2, 인구는 162,408명(2023년 기준), 인구 밀도는 150명/km2이다. 헌장 도시로 지정된 그라츠 전체를 둘러싸고 있다. 북쪽으로는 레오벤군, 북동쪽으로는 브루크뮈르추슐라크군, 동쪽으로는 바이츠군, 남동쪽으로는 쥐트오스트슈타이어마르크군, 남쪽으로는 라이프니츠군, 남서쪽으로는 도이칠란츠베르크군, 서쪽으로는 포이츠베르크군, 북서쪽으로는 무르탈군과 접한다.

## 하위 행정 구역
1개 도시, 21개 시장도시, 14개 일반 시를 관할한다.
- 도시
  - 프론라이텐(Frohnleiten)
- 시장도시
  - 도이치파이슈트리츠(Deutschfeistritz)
  - 도블츠바링(Dobl-Zwaring)
  - 에거스도르프바이그라츠(Eggersdorf bei Graz)
  - 펠트키르헨바이그라츠(Feldkirchen bei Graz)
  - 괴센도르프(Gössendorf)
  - 그라트코른(Gratkorn)
  - 그라트바인슈트라스엥겔(Gratwein-Straßengel)
  - 하우스만슈테텐(Hausmannstätten)
  - 히첸도르프(Hitzendorf)
  - 카를스도르프바이그라츠(Kalsdorf bei Graz)
  - 쿰베르크(Kumberg)
  - 라스니츠호에(Laßnitzhöhe)
  - 리보흐(Lieboch)
  - 페가우(Peggau)
  - 프렘스테텐(Premstätten)
  - 라바그람바흐(Raaba-Grambach)
  - 장크트마라인바이그라츠(Sankt Marein bei Graz)
  - 젬리아흐(Semriach)
  - 탈(Thal)
  - 위벨바흐(Übelbach)
  - 파솔츠베르크(Vasoldsberg)
- 일반 시
  - 페르니츠멜라흐(Fernitz-Mellach)
  - 하르트바이그라츠(Hart bei Graz)
  - 하젤스도르프토벨바트(Haselsdorf-Tobelbad)
  - 카인바흐바이그라츠(Kainbach bei Graz)
  - 네스텔바흐바이그라츠(Nestelbach bei Graz)
  - 장크트바르톨로메(Sankt Bartholomä)
  - 장크트오스발트바이플랑켄바르트(Sankt Oswald bei Plankenwarth)
  - 장크트라데군트바이그라츠(Sankt Radegund bei Graz)
  - 자이어스베르크피르카(Seiersberg-Pirka)
  - 슈타테크(Stattegg)
  - 슈티볼(Stiwoll)
  - 바이니첸(Weinitzen)
  - 베른도르프(Werndorf)
  - 분추(Wundschuh)